# Richard Wagner (thẩm phán)

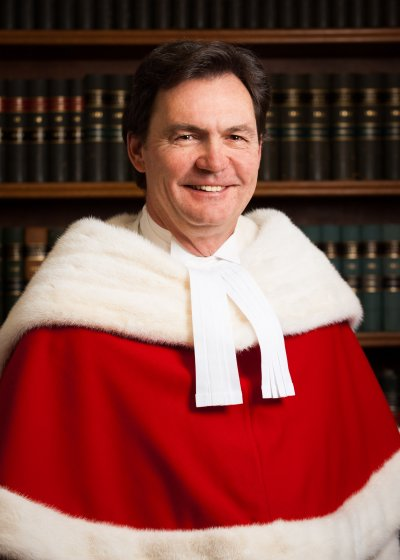
Hình ảnh Wagner vào năm 2012

Richard Wagner PC (phát âm tiếng Pháp: [vɑɡnɛːʁ] vahg-NAIR; sinh ngày 2 tháng 4 năm 1957) là một chính trị gia và luật sư người Canada. Ông là Chánh án đương nhiệm Tòa án Tối cao Canada kể từ năm 2017, và là người thứ 18 giữ chức vụ này.
Vào ngày 21 tháng 1 năm 2021, Wagner trở thành Quản trị viên của Canada sau khi Julie Payette từ chức Toàn quyền Canada.